# Lubikowicze (przystanek kolejowy)
Lubikowicze (ukr. Любиковичі, ros. Любиковичи) – przystanek kolejowy w pobliżu miejscowości Lubikowicze, w rejonie sarneńskim, w obwodzie rówieńskim, na Ukrainie. Leży na linii Równe – Baranowicze – Wilno.